# CJNT-DT
CJNT-DT (qui s'identifie en ondes sous le nom de Citytv Montreal) est une station de télévision québécoise de  langue anglaise située à Montréal. Elle est détenue par Rogers Media et affiliée au réseau Citytv. Son antenne est située sur le Mont Royal d'une puissance de 4 kW et ses bureaux sont situés au 1200 avenue McGill College à Montréal.
Initialement une chaîne de programmation ethnique, elle a cessé d'en diffuser à partir du 4 février 2013. Une nouvelle station à Montréal, International Channel/Canal International (ICI) lancée le 11 décembre 2013, a pris le relais de cette programmation.

## Histoire

### TEQ
La chaîne a fait ses débuts sur le câble au canal 24 dans les années 1980 sous le nom de La Télévision Ethnique du Québec (TEQ) qui opérait de façon communautaire où n'importe qui pouvait produire une émission à partir de son sous-sol.

### CJNT
CTEQ Télévision Inc. a obtenu sa licence de diffusion en 1995 mais n'est entré en ondes que le 8 septembre 1997 sur le canal 62. À cette date, TEQ sur le câble a été remplacé par CJNT et placé au canal 14.
Dès sa mise en ondes, plusieurs émissions ont été refusées puisqu'elles n'atteignaient pas un standard de qualité pour être diffusé commercialement. La station éprouvait également des problèmes financiers, les émissions de la journée commençaient qu'à midi et des infopublicités en anglais étaient diffusées en fin de soirée, ce qui frustrait les groupes ethniques.
Western International Communications (en) (WIC), qui possédait la station montréalaise CFCF-TV (CTV), a fait l'acquisition de CJNT en 1999 et voulait la relancer sous le modèle de CFMT-TV (en) à Toronto (propriété de Rogers) en diffusant 60 % de contenu ethnique et 40 % de contenu américain, mais un problème d'actions sur la propriété de la compagnie empêchait WIC d'effectuer les changements. WIC a été acheté par Canwest Global en 2000, mais n'étant pas autorisé à conserver CFCF et CKMI et CJNT, Canwest a vendu CFCF à CTV Globemedia et a conservé CJNT. Canwest a placé CJNT en banqueroute et a changé les conditions de licence afin de réduire la programmation ethnique à 60 %.

### Canwest (CH / E!)
La station a été relancée le 8 septembre 2001 sous la bannière CH (pour Canal Horizon) en diffusant de la programmation ethnique, anglophone et francophone. La programmation anglophone provenait de la station CHCH-TV (à Hamilton (Ontario)) et en soirée, on retrouvait des émissions américaines qui n'ont pas pu se retrouver à l'horaire du réseau Global en raison de conflits d'horaire afin de maximiser les occasions de substitution simultanée sur le câble.
Le 7 septembre 2007, Canwest a affilié ses stations du réseau CH à une licence canadienne du réseau E!. CJNT continuait à diffuser de la programmation ethnique sous le nom de CJNT Montreal, en plus des émissions américaines en soirée et d'une partie de la programmation de E!. Certaines émissions telles que E! True Hollywood Story étaient diffusées en espagnol, portugais, et italien afin de remplir ses obligations de programmation ethnique.
Éprouvant de nombreux problèmes financiers, Canwest a annoncé le 5 février 2009 mettre fin aux activités de ses stations du groupe E!, incluant CJNT, pour le 31 août 2009. Le 30 juin 2009, Channel Zero a fait l'acquisition de CHCH Hamilton ainsi que de CJNT Montréal pour la somme de 12 $. La transaction a été approuvée par le CRTC le 28 août.

### Channel Zero et Metro 14
Channel Zero a pris contrôle de CJNT le matin du 31 août et a adopté une programmation de vidéoclips de partout à travers le monde, de rediffusions d'émissions déjà produites par la station, ainsi que des films étrangers en soirée et des infopublicités. En septembre 2010, Channel Zero fait l'acquisition pour CHCH et CJNT des émissions américaines de CKXT Toronto en préparation à leur changement de format vers Sun News Network.
La station a adopté le nom Metro 14 le 2 février 2011. L'interface affichée entre 6 h et 19 h fourni la météo, la bourse, les nouvelles du sport, arts et spectacles, les affaires, ainsi que quelques nouvelles touchant la région de Montréal.
Le 25 août 2011, Metro 14 a annoncé la production dès le début octobre 2011 d'une nouvelle émission matinale dès 6 h en anglais, qui a débuté le 28 novembre 2011 sous le nom Metro Debut de 7 h à 9 h, produite dans les studios de CHCH à Hamilton.

### City et Omni
Le 3 mai 2012, Rogers Media a signé une entente avec Channel Zero afin de faire l'acquisition de Metro 14. En attente de l'approbation du CRTC, Metro 14 devient un affilié City et Omni Television dont une partie de sa programmation est accessible depuis le 4 juin. Sous affiliation, l'émission matinale Metro Debut continuera d'être diffusée tous les matins de semaine de 7 h à 10 h.
Durant l'été, le soap d'après-midi General Hospital est diffusé en simultané, alors que des rediffusions des séries 30 Rock, The Office, Two and a Half Men, How I Met Your Mother et Judge Judy sont diffusés en fin d'après-midi et début de soirée. En soirée, Omni News dans les langues italien, cantonais, mandarin, panjābī et portugais sont diffusés en même temps qu'Omni.1 de Toronto. Depuis le 10 septembre 2012, les émissions de City en journée de semaine sont ajoutées, remplaçant des émissions ethniques alors que de nouvelles séries américaines sont ajoutées.
Dans sa demande auprès du CRTC, Rogers veut faire l'acquisition de CJNT afin de devenir une station commerciale de télévision de langue anglaise, sous conditions identiques à celles de ses stations City au pays, et Rogers produira une émission matinale BT Montreal sans salle de nouvelles ainsi qu'une émission sportive hebdomadaire. Parmi les avantages tangibles proposés par Rogers, un montant serait investi à la mise sur pied d'une nouvelle chaîne ethnique détenue par la famille Norouzi : ICI (International Channel/Canal International) qui serait exploitée au canal 47, qui produirait du contenu ethnique local et diffuserait aussi des émissions de Omni.
Au cas où le CRTC refuserait que CJNT soit convertie en langue anglaise, Rogers conserverait CJNT en tant que station ethnique mais à la condition d'éliminer les restrictions en soirée, ce qui permettrait à CJNT de diffuser la programmation en primetime de City, les avantages tangibles seraient alors dirigés vers le Rogers Independent Ethnic Production Fund, et si ICI serait approuvé, il ferait alors concurrence à CJNT. L'audience du CRTC a eu lieu le 9 novembre 2012.
Le 20 décembre 2012, le CRTC a approuvé la demande telle quelle. La transaction s'est complétée et CJNT diffuse la programmation réseau entière de City depuis le 4 février 2013, sauf le matin à 7 h où une heure de programmation Omni est conservée.
Le 5 avril 2013, Rogers annonce qu'une nouvelle émission culturelle Only in Montreal, produite par Whalley-Abbey Media, sera diffusée à partir de l'été 2013.
Le 22 mai 2013, Rogers annonce que l'émission sportive Montreal Connected animée par Alyson Lozoff et Wilder Weir (en) sera diffusée à compter du 30 mai 2013.
Le 6 juin 2013, les animateurs de l'émission matinale Breakfast Television Montreal (BT Montreal) qui prendra l'antenne le 26 août 2013 sont annoncés, soit Joanne Vrakas et Alexandre Despatie, accompagnés de Wilder Weir hors studio, de Catherine Verdon-Diamond comme journaliste météo et de Laura Casella comme journaliste hors studio également.
À l'automne 2018, Rogers lance le bulletin de nouvelles CityNews Montreal, diffusé quotidiennement à 18 h et 23 h, sans chef de pupitre. Un an plus tard le 5 septembre 2019, Rogers annule l'émission matinale BT Montreal.

## Télévision numérique terrestre et haute définition
À l'occasion de l'arrêt de la télévision analogique et la conversion au numérique qui a eu lieu le 31 août 2011, CJNT-TV a éteint son antenne analogique le 27 août 2011 et a commencé à diffuser en numérique et en haute définition au canal 49 (virtuel 62.1).
Le signal haute définition a été ajouté chez Vidéotron au canal 614 le 30 août 2011.
Dans le cadre d'un programme gouvernemental visant à ré-allouer les fréquences 600 Mhz aux services cellulaires, l'émetteur de la station a changé de fréquence du canal 49 au 17 le 24 mai 2020.

## Programmation
Avant de devenir une station du réseau City, CJNT avait des restrictions annuelles sur la quantité de catégories d'émissions qu'elle pouvait diffuser à l'automne 2012, et était dans l'impossibilité d'offrir la grille complète de la programmation du réseau. On retrouvait entre autres :
- 2 Broke Girls
- 666 Park Avenue
- America's Funniest Home Videos
- Fringe
- Happy Endings
- How I Met Your Mother
- Modern Family
- Partners
- Private Practice
- Revenge
- Revolution
- Scandal

Un bulletin de nouvelles Omni News : Italian Edition était diffusé tous les soirs à 20 h et l'édition en mandarin à 17 h, alors que les fins de semaine on retrouvait des émissions d'Omni en différentes langues.

### Ancienne programmation originale sous Channel Zero
- Metro Debut (émission matinale)
- The Main Line (vidéoclips)
- World Beats (vidéoclips)
- The Being Frank Show (variétés produit par CHCH)

### Anciennes émissions et séries américaines diffusées sous Channel Zero
- 20/20 (simultané sur ABC)
- 48 Hours Mystery (simultané sur CBS)
- 60 Minutes (simultané sur CBS)
- Chuck (simultané sur NBC)
- Hart of Dixie (simultané sur CW)
- The Insider (syndiqué)
- Jimmy Kimmel Live! (simultané sur ABC)
- King of the Cage (MMA)
- NBA Game of the Week (simultané sur ABC)
- Nightline (simultané sur ABC)
- The Secret Circle (simultané sur CW)
- Supernatural (simultané sur CW)
- Breakout Kings (2012)
- The Glades (2012)
- Cinema Clips (courts métrages (de Movieola)
- Tokyo Pulp (films japonais doublés)
- Mystery Movie Madness (film de mystère)
- Death by Dawn (film de série B)

### Anciennes émissions multiculturelles locales sous Canwest
- Ciao Montréal!
- Foco Latino
- From Egypt to Montreal
- Hellas Spectrum
- La Caravane du Maghreb
- Le Pont
- Luso Montreal
- Magazine Libanais
- Ni Hao
- Noir de Monde
- Paysage Afromonde
- Siamo
- Sino-Montreal

## Logos

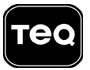
Logo de TEQ, années 1980 jusqu'en 1997
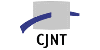
Logo de CJNT entre 1997 et 2001
Logo vertical de CJNT par CanWest, 2007 à 2011
Logo horizontal de CJNT, 2007 à 2011
Logo de Metro 14, de 2011 à 2013
Logo de City, de 2012 à 2018
Logo actuel